# ADP-ribozilacija histonov
Poly ADP-ribozilacija je kovalentna modifikacija proteinov, pri kateri poly ADP-riboza polimeraza-1 (PARP-1) dodaja ADP-riboze na proteine. ADP ribozilacija poteka skoraj vedno na C-terminalnem koncu proteina. Na en protein lahko ta encim veže tudi do 500 ADP-riboz. Vsi proteini na katere se veže ADP-riboza uporabljajo NAD+ kot substrat .
Aktivnost PARP-1 zelo poraste, kadar je pretrgana ena ali obe verigi DNK. Torej do ADP-ribozilacije pride ob poškodbi DNA . Dodatek zaporednih 10 do 500 enot ADP-riboze prevede informacijo o poškodbi DNA v signal za aktivacijo popravljalnih mehanizmov ali pa za aktivacijo poti celične smrti. Ob manjših poškodbah DNA pa aktivacija PARP-1 povzroči kovalentno modifikacijo histonov in še nekaterih drugih proteinov, ki sodelujejo s kromatinom. Zaradi visokega – naboja poly ADP-riboze, ti modificirani proteini izgubljajo afiniteto do DNA. Histoni se lahko na določenih odsekih zato relaksirajo in pride do lokalne dekondenzacije kromatina.
ADP-ribozilacija pa je tudi reverzibilen proces. Namreč poly ADP-ribozo specifična poly ADP-riboza glikohidrolaza (PARG) s svojo ekso- in endoglikozidno aktivnostjo depolimerizira proteine. Eksoglikozidna aktivnost aktivnost PARG odceplja posamezne enote ADP-riboze, medtem ko  PARG z endoglikozidno aktivnostjo odceplja celoten poly ADP-riboza, ki se lahko v nadaljnje razreže z PARG po proste ADP-riboze. Ta prosta ADP-riboza se lahko ponovno uporabi. Zraven PARG so raziskovalci odkrili še en encim, ki odceplja ADP-ribozo iz proteinov.  Ta encim se imenuje ADP-riboza protein liaza .
ADP-ribozilacija poteka na vseh histonih. Kljub temu pa afiniteta ADP-riboze za različne histone ni povsem enaka. Afiniteta ADP-riboze na histone si sledi tako: H1>H2A>H2B=H3>H4 . Histon H1 je največkrat ADP-riboziliran .
Poly ADP-ribozilacija pa ne vpliva le na popravljanje DNA ampak vpliva tudi na replikacijo, inaktivacijo transkripcije in rekombinacijo DNA. Bolezensko zmanjšano delovanje ADP-riboze pa lahko privede do različnih vrst raka. Tudi prekomerno izražanje ADP-ribozilacije je značilno za raka na grlu. ADP-ribozilacija pa ima tudi zaščitno vlogo, saj po oploditvi ščiti materine histone pred proteolizo. 